# 최항 (1409년)
최항(崔恒, 1409년 ~ 1474년)은 조선의 문신이자 집현전 학사(集賢殿 學士) 출신 학자(學者)이다. 조선국 의정부 영의정 등을 지냈다.
자(字)는 정보(貞父), 호(號)는 태허정(太虛亭) ·동량(㠉梁), 시호(諡號)는 문충(文忠 ) : 문정(文靖)이며, 본관은 삭녕(朔寧)이다.

## 생애(生涯)
1426년(세종 8 병오(丙午))년 식년시(式年試) 생원(生員)•진사(進士) 양시(兩試) 사마시(司馬試)에 합격하고, 1434년(세종 16년) 식년시(式年試) 알성문과(謁聖文科)에 장원(壯元) 급제(及第)하여 집현전 부수찬(副修撰)이 되었다.
1443년에는 집현전(集賢殿) 학사(學士)로 정인지 등과 훈민정음(訓民正音) 창제(創製)에 참여하고, 《훈민정음》을 한글로 옮겨 풀었으며, 〈용비어천가〉에 주를 달아 풀이하였다.
1444년 집현전 교리(集賢殿校理)로서 오례(五禮)를 찬진, 1445년 집현전 응교(集賢殿應敎)로 용비어천가(龍飛御天歌)를 창제에 참여하고, 이어 동국정운(東國正韻) 훈민정음해례(訓民正音解例) 용비어천가보수(龍飛御天歌補修) 등을 찬진(撰進) 하였으며, 1448년 집현전 직제학(集賢殿直提學)에 올랐다. 1450년 선위사(宣慰使)가 되어 명나라 사신(使臣)을 맞이하여 접대를 하였으며 우사간대부(右司諫大夫)로 동지춘추관사(同知春秋館事)를 겸하여 세종실록(世宗實錄) 편찬에 참여하였다. 1451년 좌사간대부(左司諫大夫)로 수사관(修史官)을 겸하여 고려사(高麗史)를 개찬(改撰) 하고, 집현전 부제학(集賢殿副提學)에 올라 통감훈의(通鑑訓義)를 편찬하여 그 공으로 가자(加資)되었다. 이어 문종실록(文宗實錄)에 참여하였다.
1453년(단종 1년) 동부승지(同副承旨)로 있을 때, 절재 김종서를 제거한 수양대군을 맞이하여, 단종에게 보고한 공으로 정난공신(靖難功臣) 1등에 책록되었다. 이후 도승지(都承旨)가 되었다. 이듬해에 이조 참판(吏曹參判)이 되어 《공신연곡(功臣宴曲)》 4장을 지어 바쳤다. 연이어 대사헌, 우부빈객(右副賓客), 호조참판(戶曹參判)을 역임(歷任)하였다.
1455년(세조 1년) 좌익공신(左翼功臣) 2등에 책록되고 공조 판서(工曹判書)에 승진하였으며, 이후 1458년 공조판서, 형조판서를 하며 1459년(세조 5년) 《육전》(六典)의 편찬을 비롯하여 《관음현상기》, 《십이준도》 등을 찬하였고, 중추원사(中樞院事)로 《명황계감》의 가사(歌詞)를 한글로 번역하는 한편, 《동국통감》을 찬수하였으며, 신숙주 등과 같이 《어제유장설》 3편을 주해하였다. 이후 중추원사, 세자빈객(世子賓客), 예문관 대제학(藝文館大提學)으로 대사성을 겸 하고, 1460년 이조판서와 우참찬을 하다가 1461년 양성지(梁誠之)의 잠서(蠶書)를 국문으로 번역하여 간행하고, 1463년 우참찬(右參贊) 좌참찬(左參贊)을 역임하고 동국통감(東國通鑑)을 찬수를 시작하는 한편 어제유장설(御製諭將說)을 주해(註解) 하였다.
1464년(세조 10년) 사서오경(四書五經)을 구결(口訣)을 달았으며, 1466년 판병조사(判兵曹事)를 거쳐 좌찬성(左贊成)으로 어제구현재시(御裁求賢才試)에 1등으로 합격하고 가자(加資)를 받았으며, 《병장설주(兵將說注)》를 산정(刪定)하였다. 1467년에 우의정(右議政)·좌의정(左議政)을 지냈으며 영의정(領議政)에 이르러 영성군(寧城君)에 봉(封) 해졌다. 《소학》(小學), 《주역구결》(周易口訣), 《예기구결》(禮記口訣) 등을 정하고 세조의 행장을 초집하였다. 1467년에 영의정(領議政)에 이르렀으며 1470년 영성 부원군(寧城府院君)에 진봉(進封) 되었다.
한편 1461년(세조 7년)에는 왕명으로 《경국대전》 편찬에 착수하여 조선 초기의 법률과 제도를 집대성하였다.
1469년(예종 1년) 경국대전(經國大典) 상정소 도제조(詳定所都提調)로서 《경국대전(經國大典)》을 찬수하였으며, 이어 무정보감(武定寶鑑)을 찬수하였다.
1471년에서 이듬해 1472년까지 1년간 조선국 상급 국상 지위를 지낸 그는 1471년(성종 2년) 좌리공신(佐理功臣)의 호를 받아 좌의정이 되기도 하였고 《세조실록》, 《예종실록》을 찬수하였으며, 조선초기의 대학자로서 문물제도 정비에 큰 역할을 하였고, 역사·언어 분야에 정통 하였으며, 문장에 능하여, 당시 명나라(중국)에 사신(使臣) 편에 보내는 표전문(表箋文)은 거의 그가 담당하여 썻다.

## 공신(功臣)
- 정난공신(靖難功臣) 一等

- 좌익공신(佐翼功臣) 二等

- 좌리공신(佐理功臣) 一等

## 봉호(封號)
- 영성부원군(寧城府院君)

## 시호((諡號) 및 호(號)

### 시호((諡號)
- 문충(文忠)
- 문정(文靖)

### 호(號)
- 태허정(太虛亭)
- 동량(㠉梁)

## 수상경력 상훈(受賞經歷 賞勳)
- 1434년(세종 16년) 식년시(式年試) 알성문과(謁聖文科)에 장원(壯元) 급제(及第)
- 집현전학사(集賢殿學士) 18년
- 삼훈공신(三勳功臣):정난(靖難), 좌익(佐翼), 좌리(佐理)
- 선위사(宣慰使 (1450년)
- 어제구현재시(御裁求賢才試) 1등
- 육전상정관(六典詳定官)
- 경국대전(經國大典) 상정소 제조(詳定所提調) 1469년(예종 1년)
- 조선국 상급 국상 지위를 지냄 1471년 ~ 1472년까지 1년간
- 2004년 10월 이달의 문화인물

## 좌우명(座右銘)
- 삼사일언(三思一言), 삼사일행(三思一行)

## 기념물 지정(記念物 指定)
최항선생묘(崔恒先生墓) 경기도기념물 제33호 소재지(所在地) : 경기도 광주시 퇴촌면 도마리 산11-1번지 (1976년8월27일 지정)

## 저작(著作)

### 저서(著書)
- 훈민정음(訓民正音) 창제(創製) 찬진(撰進)
- 훈민정음해례(訓民正音解例) 찬진(撰進)
- 경국대전(經國大典) 찬진(撰進)
- 용비어천가(龍飛御天歌) 찬진(撰進)
- 고려사(高麗史) 개찬(改撰)
- 무정보감(武定寶鑑) 찬술(撰述)
- 동국통감(東國通鑑) 찬수
- 통감훈의(通鑑訓義) 찬수(撰修)
- 병장설주(兵將說注) 산정(刪定) 찬술(撰述)
- 십이준도(十二駿圖) 찬수(撰修)
- 관음현상기(觀音現想記) 찬수(撰修)
- 역대제왕후비명감(歷代帝王后妃明鑑) 찬진(撰進)
- 오례의주(五禮儀註) 찬진(撰進)
- 동방어음(東方語音) 찬술(撰述)
- 고려사열전(高麗史列傳) 찬수(撰修)
- 자치강목(資治綱目) 찬수(撰修)
- 공신연곡(功臣宴曲) 찬진(撰進)
- 초학자회언주(初學字會諺注) 찬수(撰修)
- 대학연의주해(大學衍義註解) 주해(註解)
- 명황계감가사언역(明皇誡鑑歌詞諺譯) 언역(諺譯)
- 잠서언해(蠶書諺解) 양성지(梁誠之) 저(著) 언해(諺解) 1461년
- 병서신주(兵書新註) 교정(校正)
- 병서주해(兵書駐解) 주해(註解)
- 정대업․보태평가사(定大業․보태평가사) 개작(改作)
- 정대업․보태평(定大業․保太平) 종묘제례악악무가사(宗廟祭禮樂樂舞歌詞) 개찬(改撰)
- 정난일기(靖亂日記) 찬수(撰修)
- 의경묘옥책문 3장(懿敬廟玉册文 三章) 찬진(撰進)
- 태허정집(太虛亭集) 찬수(撰修) 등 이 있다

## 가족관계(家族關係)
- 祖父 : 증 의정부 우찬성 (贈 議政府 右贊成) - 최윤문(崔潤文)
- 祖母 : 증 정경부인(贈 貞敬夫人) 함종어씨(咸從魚氏) 부(父) 삼사좌윤(三司左尹) 어백유(魚伯遊)
- 父: 증 영의정(贈 領議政) - 최사유(崔士柔)
- 母 : 증 정경부인 (贈 貞敬夫人) 海州吳氏 부(父) 판종부시사(判宗簿寺事) 오혁충(吳奕忠)
- 配 : 정경부인(貞敬夫人) 달성서씨(達城徐氏) 부(父) 달천부원군(達川府院君) 서미성(徐彌性) 女, 外祖 文忠公 陽村 권근(權近)
  - 長子 : 형조참의(刑曹參議) - 최영린(崔永潾)
  - 配 : 숙부인(淑夫人) 경주이씨(慶州李氏) 부(父) 대호군(大護軍) 이효림(李孝林)
  - 配 : 숙부인(淑夫人) 고령박씨(高靈朴氏) 부(父) 감사(監司) 박건순(朴健順) 外祖 검한성(檢漢城) 문화(文化) 유호(柳滸)
    - 孫 : 부사직(副司直) - 최수영(崔秀英) - 사직공파(司直公派)
    - 配 : 숙인(淑人) 성주이씨(星州李氏) 부(父) 부사(府使) 이숙생(李叔生)
      - 曾孫 : 증 집의(贈 執義) - 최준철(崔濬哲)
      - 配 : 증 숙인(贈 淑人) 광산김씨(光山金氏) 父 牧使 김거(金琚) 女 左相國 김국광(金國光) 後孫
        - 玄孫 : 증 좌승지(贈 左承旨) - 최계종(崔繼宗) 生父 崔濬文 出系, 系子 伯父 崔濬哲
        - 配 : 증 숙부인(贈 淑夫人) 나주김씨(羅州金氏) 부(父) 지돈녕(知敦寧) 김경석(金景錫)

      - 曾孫 : 최준문(崔濬文)
      - 配 : 전의이씨(全義李氏)
        - 玄孫 : 사예(司藝) - 최계훈(崔繼勳)
        - 配 : 안동김씨(安東金氏)
        - 玄孫 : 최계종(崔繼宗) 出系, 伯父 崔濬哲
        - 玄孫 : 최계조(崔繼祖) 出系, 季父 崔濬明

      - 曾孫 : 도총도사(都摠都事) 최준명(崔濬明)
      - 配 : 숙부인(淑夫人) 전주이씨(全州李氏) 부(父) 이소성(李昭城)
        - 玄孫 : 음직(蔭職) 직장(直長) - 최계조(崔繼祖) 生父 崔濬文出系, 系子 季父崔濬明
        - 配 : 의인(宜人) 전주이씨(全州李氏) 부(父) 이언양(李彦陽)

    - 孫 : 증 좌통례(贈 左通禮) - 최수웅(崔秀雄) - 통례공파 파조(通禮公派 派祖)
    - 配 : 숙인(淑人) 진주하씨(晉州河氏) 부(父) 사직(司直) 하응(河應)
      - 曾孫 : 증 좌승지(贈 左承旨) - 최준원(崔濬源)
      - 配 : 증 숙부인(贈 淑夫人) 상주박씨(尙州朴氏) 부(父) 군기시정(軍器寺正) 박기수(朴期壽)
        - 玄孫 : 증 이참(贈 吏參) 홍문관제학(弘文館提學) - 최언수(崔彦粹)
        - 配 : 정부인(貞夫人) 여주민씨(驪州閔氏) 부(父) 군수(郡守) 민념(閔恬)

      - 曾孫 : 최준옥(崔濬沃)
      - 配 : ?
        - 玄孫 : 최헌(崔憲)
        - 配 : ?
        - 玄孫 : ?
        - 配 : ?

    - 孫 : 부사정(副司正) - 최수걸(崔秀傑) - 사정공파 파조(司正公派 派祖)
    - 配 : 의인(宜人) 장연노씨(長淵盧氏) 부(父) 호군(護軍) 노수강(盧守壃)
      -         - 曾孫 : 참봉(參奉) - 최준형(崔濬亨)
        - 配 : 전의이씨(全義李氏) 부(父) 生員 이철수(李鐵壽), 監司 이신효(李愼孝) 曾孫
        - 玄孫 : 효력부위 부사과(效力副尉 副司果) - 최 담(崔 曇)
        - 配 : 의인(宜人) 원주김씨(原州金氏) 부(父) 사과(司果) 김유인(金有仁) 대경(戴敬) 김연지(金連枝) 玄孫

      - 曾孫: 목사(牧使) - 최준인(崔濬仁)
      - 配 : 숙인(淑人) 평산신씨(平山申氏) 父 參軍 신수례(申守禮), 大司成 贈 禮曹判書 신자승(申自繩) 曾孫
        - 玄孫 : 수의부위(修義副尉) 최욱(崔昱)
        - 配 : 의인(宜人) 전주이씨(全州李氏) 부(父) 종부정(宗副正) 이세건(李世健)
        - 配 : 의인(宜人) 함열남궁씨(咸悅南宮氏) 부(父) 남궁저(南宮著)
        - 玄孫 : 부사용(副司勇) - 최섬(崔暹)
        - 配 : 신평이씨(新平李氏) 부(父) 증참판(贈 參判) 이문하(李文夏)

  - 次子 : 증 좌찬성(贈 左贊成) - 최영호(崔永灝) - 찬성공파(贊成公派)
    - 孫 : 이조판서(吏曹判書) 최수언(崔秀彦) -
    - 孫 : 영천부원군(寧川府院君) 증 영의정(贈 領議政) 최수진(崔秀珍) - 수진파(秀珍派)
      - 曾孫 : 영평부원군(寧平府院君) 영의정(領議政) 청백리(淸白吏) 충정공(忠貞公) - 최흥원(崔興源)
        - 玄孫 : 영안군(寧安君) 호조참판(戶曹參判) - 최산립(崔山立)
        - 配 : 증 정경부인(증 貞敬夫人) 청주한씨(淸州韓氏) 부(父) 제용정(濟用正) 한진(韓璡)
        - 玄孫 : 증 가선대부(贈 嘉善大夫) 한성부좌윤(漢城府左尹) 최순립(崔順立)
        - 配 : 증 정부인(贈 貞夫人) 문화유씨(文化柳氏) 부(父) 현감(縣監) 유대춘(柳帶春)
- 처남: 서거광(徐居廣) - 본관은 달성서씨 경파, 후일 대구(大丘)
- 처남: 서거정(徐居正) - 본관은 달성서씨 경파, 후일 대구(大丘)

최인원(崔仁源)은 최사렴(崔士廉)의 후손(後孫)이다.

## 평가(評價)
평소 겸손하고 과묵했으며 문장에 능하여 명에 보내는 표전문(表箋文)은 거의 그가 작성했다고 한다. 저서로 《태허정집》등이 있다.

## 기타(其他)
- 명(明)나라(中國)에 보내는 표전문(表箋文)은 거의 담당을 하였다
- 40여년 정치(政治) 관직생활(官職生活) 동안 탄핵(彈劾)을 한번도 받지 않았으며, 외직(外職:지방관직)을 한 적이 없다.